# Wedding
Wedding er en bydel (tysk: Ortsteil) i Mitte-distriktet (tysk: Bezirk) i Berlin, Tyskland. Wedding har et areal på 9,23 km2 og et befolkningstal på 85.275 (2020). Bydelen har dermed en befolkningstæthed på 9.239 indbyggere pr. km2.  
Wedding har bydelsnummeret 0105.  
Tidligere udgjorde Wedding sit eget distrikt, der også omfattede bydelen Gesundbrunnen, men blev i 2001 lagt sammen med Tiergarten og Mitte. 1945-1990 tilhørte Wedding sammen med nabodistriktet Reinickendorf den franske sektor i Vestberlin. 
I 1251 omtales landsbyen i en bekendtgørelse som Weddinge, opkaldt efter godsherren Rudolf de Weddinghe.  Bekendtgørelsen drejede sig om, at nogle nonner havde købt en mølle ved åen Panke, som distriktet Pankow i øvrigt er opkaldt efter.
Wedding er et gammelt arbejderområde, der i dag har en stor andel af indbyggere med anden etnisk baggrund end tysk. Området udviklede sig i slutningen af 1800-tallet. Arbejderne boede trangt i såkaldte Mietskasernen ("lejekaserner"). Der er adskillige gamle fabrikshaller i området, bl.a. har AEG tidligere haft en del af sin produktion i Wedding. Under Weimarrepublikken blev området kaldt Roter Wedding, idet arbejderpartierne havde deres højborg her. Bydelen slap relativt nådigt gennem krigens hærgen. I efterkrigsårene blev mange af lejekasernerne erstattet med modernistiske huse.
Wedding er et af de fattigste områder i Berlin, og har en arbejdsløshedsrate på næsten 26 %. Omkring 1 7% af indbyggerne er på offentlig forsørgelse og 27 % lever under fattigdomsgrænsen. Området er samtidig karakteriseret ved lave huslejer, hvilket betyder at der er et levende kunstnerisk miljø med mange gallerier. Weddings originale arbejderklassepræg er i høj grad blevet bevaret. Området er i dag meget multikulturelt, og butiksskilte på tyrkisk og arabisk er ikke et særsyn.
Området har to grønne oaser: Volkspark Humboldthain i den østlige del og Plötzensee i det sydvestlige Wedding. 
Lægemiddelkoncernen Schering har hovedsæde i Wedding.